# Coccidencyrtus auricornis
Coccidencyrtus auricornis is een vliesvleugelig insect uit de familie Encyrtidae. De wetenschappelijke naam is voor het eerst geldig gepubliceerd in 1924 door Girault.